# Club Català de Naturisme
El Club Català de Naturisme (CCN) és una associació sense ànim de lucre que es va fundar a Barcelona el 18 de gener de 1977, per un grup de persones amb l'objectiu de promoure i defensar el naturisme a Catalunya, i va ser legalitzada el 23 de març de 1978. El Club Català de Naturisme és una associació integrada a la Federació Naturista Internacional.
Des de 1980 edita la revista Naturisme amb informació de les activitats que realitza el CCN i del moviment naturista en general.
L'any 2021, el CCN va presentar un Pla d'Acció Nudista, una proposta adreçada a l'administració i a la societat en general, on es proposen accions i línies estratègiques per la divulgació i defensa dels drets de les practicants del nudisme davant la cada cop més nombrosa afluència de persones amb banyador a zones nudistes, les ordenances municipals que prohibeixen la nuesa en algunes ciutats o la manca de senyalització clara i homogènia.